# Скалецкая, Зоряна Степановна
Зоря́на Степа́новна Скале́цкая (укр. Зоряна Степанівна Скалецька; род. 9 августа 1980, Львов, Украинская ССР) — украинский юрист в области биомедицинского права, доктор правовых наук (Польша).
С 29 августа 2019 по 4 марта 2020 года занимала должность министра здравоохранения Украины.

## Образование
- 2002 — окончила факультет юридических наук Национального университета «Киево-Могилянская академия», получила квалификацию специалиста[2].
- 2002—2006 — училась на факультете права и администрации в Университете Марии Кюри-Склодовской в Люблине, получила степень доктора правовых наук.
- 2005 — принимала участие в дистанционном курсе Института Всемирного банка «Здравоохранение и бедность» и при поддержке Всемирного банка в украинском пилотном курсе «Реформирование сектора здравоохранения и финансирования», Школа здравоохранения НаУКМА.
- 2011—2012 — проходила обучение на годовой Расширенной сертификатной программе для стран Центральной и Восточной Европы «Исследовательская этика» в Union Graduate College[англ.] (город Скенектади, США).
- Прошла повышение квалификации преподавателей права по Программе Open World - Leadership Center[англ.] в Атланте (США).
- 2016 — окончила Flagship course on Health Systems Reform and Sustainable Financing, Harvard TH Chan School of Public Health[англ.].

Свободно владеет английским и польским языками.

## Карьера
- 2001—2006 — ведущий специалист отдела правового анализа регуляторных актов в Главном управлении регуляторной политики Государственного комитета Украины по вопросам регуляторной политики и предпринимательства.
- С 2006 — работала в Национальном университете «Киево-Могилянская академия» (кафедра международного права и специальных правовых наук, кафедра международного и европейского права).
- С 2014 года — доцент, с 2015 — заместитель декана факультета правовых наук. Преподает дисциплины «Права человека и биомедицина» и «Медицинское право». Директор программы «Этико-правовые вопросы биоэтики, фармацевтического и медицинского права» Центра международной защиты прав человека НаУКМА.

Скалецкая работала экспертом Совета предпринимателей при Кабинете Министров Украины (2010—2011) и руководителем юридического отдела Всеукраинской общественной организации «Украинская лига содействия развитию паллиативной и хосписной помощи» (2011—2012).
Председатель правления Украинской медико-правовой ассоциации, член Всемирной ассоциации медицинского права, директор общественной организации Форум здоровья, эксперт по вопросам медицинской реформы в Реанимационном пакете реформ.
Аналитик, консультант международных организаций. Автор более 50 публикаций в юридической, деловой прессе. Автор 25 научных публикаций, учебных курсов для учебных заведений по медицинской тематике. Соавтор ряда законопроектов, экспертных заключений для Верховной Рады Украины и Правительства, а также международных проектов и организаций.
С 29 августа 2019 по 4 марта 2020 года Министр здравоохранения Украины в правительстве Гончарука.
Депутат Киевского городского совета от партии «Слуга народа».